# 事務服
事務服（じむふく）とは、事務員が着用する制服である。オフィスユニフォームとも呼ばれる。
主に女性が着用し、勤務先企業より支給される。退職時には一般に返還を求められる、作業着等と同じく貸与品であることが多い。

## 構成
上半身はジャケット、ベスト、ブラウス、下半身はスカート（タイトスカート、フレアスカート）またはキュロット、スラックス、その他接客応対が業務に含まれる事務員はスカーフ、リボンなどを着用する。近年はバリエーションが豊富となり、オーバーブラウス型、ワンピース型など、職種によっても多岐に渡る。
ベスト、ブラウスにスカート姿の事務員を、オフィス街で見かけることが多い。ジャケットは着用せず私物の上着を、企業によってはブラウスの指定がなく私物であったりと、着用者自身の創意工夫によって、制服でありながら着こなしはまちまちである場合もある。